# Giuseppe Pinelli
Giuseppe Pinelli (21 października 1928 w Mediolanie - 15 grudnia 1969 tamże) – włoski kolejarz, działacz anarchistyczny, aktywny szczególnie w ramach włoskiego oddziału Anarchistycznego Czarnego Krzyża.

## Życiorys
Pracował jako kolejarz. W czasie II wojny światowej walczył w antyfaszystowskiej partyzantce. Po wojnie był sekretarzem Mediolańskiego ACK. Uczestniczył w reaktywacji anarchosyndykalistycznego związku USI. Był esperantystą, antyklerykałem. Z racji swojego zawodu i możliwości darmowych przejazdów pełnił rolę łącznika. Miał żonę i dwójkę dzieci.
12 grudnia 1969 Giuseppe Pinelli został aresztowany w związku z zamachem bombowym na Piazza Fontana w Mediolanie. Przez trzy dni był przesłuchiwany przez mediolańską policję bez dostępu do adwokata i orzeczenia sądu. Trzeciego dnia, tj. 15 grudnia, kilka minut po północy, Pinelli został wyrzucony z okna, z czwartego piętra komisariatu policji. Twierdzono, że przyznał się do stawianych mu zarzutów, a później popełnił samobójstwo wyskakując z okna. Pinelli i inny anarchista – Pietro Valpreda, byli oskarżeni o podkładanie ładunków wybuchowych. W 2001 za zamach na Piazza Fontana skazano 3 członków organizacji neofaszystowskiej. Jeden ze skazanych był również współpracownikiem włoskich służb specjalnych i CIA, a sam zamach były częścią tzw. "strategia napięcia", która miała nie dopuścić do przejęcia władzy przez Partię Komunistyczną.
W kontekście zabójstwa Pinellego noblista Dario Fo napisał sztukę "Przypadkowa śmierć anarchisty".